# Hilara czernyi
Hilara czernyi är en tvåvingeart som beskrevs av Gabriel Strobl 1909. Hilara czernyi ingår i släktet Hilara och familjen dansflugor. Inga underarter finns listade i Catalogue of Life.